# Heinrich Wolf (Politiker, 1817)
Heinrich Gottlob Wolf (* 26. Januar 1817 in Scheubengrobsdorf; † 24. Dezember 1871 ebenda) war ein deutscher Mühlenbesitzer und Politiker.

## Leben
Wolf war der Sohn des Mühlenbesitzers Johann Gottlieb Wolf aus Scheubengrobsdorf. Er war evangelisch-lutherischer Konfession und heiratete am 4. Oktober 1842 in Möckern Johanne(a) Amalie(a) Küttler (* 7. Juli 1815 in Möckern; † 4. Juli 1858 in Scheubengrobsdorf), die Tochter des Holzförsters Christian Friedrich Küttler in Möckern.
Wolf lebte als Mühlenbesitzer in Scheubengrobsdorf.
Vom 1. Oktober 1857 bis zum 6. September 1860 war er Mitglied im Landtag Reuß jüngerer Linie.